# Wibatech Fuji Żory/Saison 2015
Dieser Artikel listet Erfolge und Fahrer des Radsportteams Wibatech Fuji Żory in der Saison 2015 auf.

## Erfolge in der UCI Europe Tour
| Datum  | Rennen                                 | Kat. | Fahrer                |
| ------ | -------------------------------------- | ---- | --------------------- |
| 9. Mai | 4. Etappe Szlakiem Grodów Piastowskich | 2.2  | Sylwester Janiszewski |

## Abgänge – Zugänge
| Zugänge                      | Team 2014              | Abgänge            | Team 2015            |
| ---------------------------- | ---------------------- | ------------------ | -------------------- |
| Jacek Morajko                | CCC Polsat Polkowice   | Wojciech Migdał    | Cycling Academy Team |
| Dariusz Batek                | Sante-BSA Whitsle Team | Tomasz Smoleń      | Unbekannt            |
| Sylwester Janiszewski        | Dopingsperre           | Sławomir Kohut     | Unbekannt            |
| Przemysław Sobieraj          | Neoprofi               | Tobiasz Lis        | Unbekannt            |
| Tobias Wauch                 | Team Vorarlberg        | Pawel Piotrowicz   | Unbekannt            |
| Dennis Wauch                 | Team Vorarlberg        | Wojciech Rowicki   | Unbekannt            |
| Wojciech Skarżyński          | Mexller                | Krzyzstof Tracz    | Unbekannt            |
| Bartosz Pilis (ab 17. April) | Mexller                | Mateusz Czajkowski | Unbekannt            |
| Pawel Samol (ab 5. Mai)      |                        | Konrad Kott        | Unbekannt            |
| Slawomir Janiszewski         |                        |                    |                      |

## Mannschaft
| Name                  | Geburtstag         | Nationalität |
| --------------------- | ------------------ | ------------ |
| Dariusz Batek         | 27. April 1986     | Polen        |
| Slawomir Janiszewski  | 18. November 1996  | Polen        |
| Sylwester Janiszewski | 24. Januar 1988    | Polen        |
| Piotr Jaromin         | 8. Juni 1994       | Polen        |
| Jacek Morajko         | 26. April 1981     | Polen        |
| Wiktor Mrożek         | 29. Juli 1993      | Polen        |
| Bartosz Pilis         | 20. April 1992     | Polen        |
| Pawel Samol           | 4. April 1993      | Polen        |
| Wojciech Skarżyński   | 22. April 1989     | Polen        |
| Przemyslaw Sobieraj   | 26. September 1991 | Polen        |
| Dennis Wauch          | 8. Juni 1994       | Österreich   |
| Tobias Wauch          | 1. April 1995      | Österreich   |